# Paradoja antártica
La paradoja antártica en ecología es una expresión que describe el fenómeno por el cual en grandes zonas del océano Antártico el fitoplancton no crece muy bien, a pesar de la abundancia de nutrientes para su óptimo crecimiento.
Entre las razones que se aducen está la escasa disponibilidad de luz debido a la masa de hielo que hay encima. Al mismo tiempo, hay una gran cantidad de organismos pluricelulares (copépodos, krill, ballenas), debido a la enorme biomasa de fitoplancton (predominantemente diatomeas) que se desarrolla dentro del hielo, especialmente en la parte inferior; esto queda a disposición de la comunidad de zooplancton herbívoro durante el periodo estival, a medida que el hielo se derrite.

## Producción primaria
La producción primaria es el proceso por el que los autótrofos utilizan la luz para convertir el carbono del dióxido de carbono acuoso en azúcar para el crecimiento celular La luz proporciona la energía para el proceso fotosintético y los nutrientes se incorporan a la materia orgánica. Para que se produzca la fotosíntesis, los macronutrientes como el nitrato y el fosfato deben estar disponibles en proporciones suficientes y en formas biodisponibles para su utilización biológica. La relación molecular de 106(Carbono):16(Nitrógeno):1(Fósforo) fue deducida por Redfield, Ketcham y Richards (RKR) y se conoce como la Relación de Redfield. La fotosíntesis (hacia adelante) y la respiración (hacia atrás) se representan mediante la ecuación:

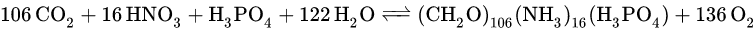

La fotosíntesis puede verse limitada por deficiencias de ciertos macronutrientes. Sin embargo, en el Pacífico Norte, el Pacífico Ecuatorial y el Océano Antártico los macronutrientes se encuentran en proporciones, cantidades y formas biodisponibles suficientes para soportar mayores niveles de producción primaria que los encontrados. La disponibilidad de macronutrientes en las regiones HNLC junto con las bajas existencias de fitoplancton sugiere que algún otro proceso biogeoquímico limita el crecimiento del fitoplancton.

Dado que la producción primaria y la biomasa del fitoplancton no pueden medirse actualmente en cuencas oceánicas enteras, los científicos utilizan la clorofila α como indicador de la producción primaria. Las modernas observaciones por satélite monitorizan y rastrean las abundancias globales de clorofila α en el océano a través de la teledetección. Unas concentraciones de clorofila más elevadas suelen indicar zonas de mayor producción primaria y, a la inversa, unos niveles de clorofila más bajos indican una baja producción primaria. Esta coincidencia de baja clorofila y alta disponibilidad de macronutrientes es la razón por la que estas regiones se consideran "de alta nutrición y baja clorofila".

Además de los macronutrientes necesarios para la síntesis de materia orgánica, el fitoplancton necesita micronutrientes como los metales en traza para sus funciones celulares. La disponibilidad de micronutrientes puede limitar la producción primaria porque los metales traza son a veces nutrientes limitantes. Se ha determinado que el hierro es un micronutriente limitante primario en las provincias de HNLC. Estudios recientes han indicado que el zinc y el cobalto pueden ser micronutrientes secundarios y/o co-limitantes.